# 48a cerimònia dels Premis César
La 48a edició dels Premis César del cinema francès va celebrar-se a l'Olympia de París el 24 de febrer de 2023 i va premiar les pel·lícules estrenades a França el 2022.
El president de la cerimònia va ser l'actor Tahar Rahim i Marion Cotillard va aparèixer al cartell oficial de la gala en una escena de la pel·lícula Annette de Leos Carax, estrenada el 2021.

## Presentadors i ponents
El president de la cerimònia d'enguany és l'actor Tahar Rahim. No hi ha un mestre de cerimònies, però tretze actors i actrius junts proporcionen entreteniment i presenten els premis: Emmanuelle Devos, Léa Drucker, Eye Haïdara, Leïla Bekhti, Jérôme Commandeur, Ahmed Sylla, Jamel Debbouze, Marina Foïs, Alex Lutz, Raphaël Personnaz, Audrey Lamy, Benoît Magimel i Michel Hazanavicius. Virginie Efira i Brad Pitt entregaren a David Fincher el seu César d'honor.

## Polèmica
Al novembre de 2022, l'actor Sofiane Bennacer va formar part de la preselecció per al César al millor actor revelació per la pel·lícula Les Amandiers. Més endavant va ser eliminat de les nominacions després de donar-se a conèixer una acusació per violació i violència sobre ell.
El 2 de gener de 2023, en resposta a l'afer Bennacer però també en el context de la cerimònia del 2020 on molts professionals van abandonar la sala com a senyal de desaprovació per l'atorgament del César a la millor direcció a Roman Polanski acusat per la justícia estatunidenca de relacions sexuals amb un menor d'edat, l'Académia dels César va anunciar que qualsevol persona nominada acusada o condemnada per actes de violència, en particular de caràcter masclista o sexual, quedararia exclosa de la cerimònia dels César però podria figurar al palmarès.

## Premis
Les nominacions s'anuncien el 25 de gener de 2023. Els guanyadors s'enumeren primer i es destaquen en negreta.
| Millor pel·lícula - La Nuit du 12 de Dominik Moll - Les Amandiers de Valeria Bruni Tedeschi - En corps de Cédric Klapisch - L'Innocent de Louis Garrel - Pacifiction d'Albert Serra | Millor director - Dominik Moll per La nuit du 12 - Cédric Klapisch per En corps - Louis Garrel per L'Innocent - Cédric Jiménez per Novembre - Albert Serra per Pacifiction |
| Millor actriu - Virginie Efira pel paper de Mia a Revoir Paris - Fanny Ardant pel paper de Shauna Loszinsky a Les Jeunes Amants - Juliette Binoche pel paper de Marianne Winckler a Ouistreham - Laure Calamy pel paper de Julie Roy a À plein temps - Adèle Exarchopoulos pel paper de Cassandra a Rien à foutre                                      | Millor actor - Benoît Magimel pel paper de l'alt-comissari De Roller a Pacifiction - Jean Dujardin pel paper de Fred a Novembre - Louis Garrel pel paper d'Abel Lefranc a L'Innocent - Vincent Macaigne pel paper de Simon a Chronique d'une liaison passagère - Denis Ménochet pel paper de Peter von Kant a Peter von Kant                                                |
| Millor actriu secundària - Noémie Merlant pel paper de Clémence Genièvre a L'Innocent - Judith Chemla pel paper de Meriem a Le Sixième enfant - Anaïs Demoustier pel paper d'Inés a Novembre - Anouk Grinberg pel paper de Sylvie Lefranc a L'Innocent - Lyna Khoudri pel paper de Samia Khelouf a Novembre                                            | Millor actor secundari - Bouli Lanners pel paper de Marceau a La Nuit du 12 - François Civil pel paper de Yann a En corps - Micha Lescot pel paper de Pierre Romans a Les Amandiers - Pio Marmaï pel paper de Loïc a En corps - Roschdy Zem pel paper de Michel Ferrand a L'Innocent                                                                                        |
| Millor actriu revelació - Nadia Tereszkiewicz pel paper de Stella a Les Amandiers - Marion Barbeau pel paper d'Élise a En corps - Guslagie Malanda pel paper de Laurence Coly a Saint Omer - Rebecca Marder pel paper d'Irene a Une jeune Fille qui va bien - Mallory Wanecque pel paper de Lily a Les Pires                                           | Millor actor revelació - Bastien Bouillon pel paper de Yohan Vivès a La Nuit du 12 - Stefan Crepon pel paper de Karl a Peter von Kant - Dimitri Doré pel paper de Bruno Reidal a Bruno Reidal, confession d'un assassin - Paul Kircher pel paper de Lucas Ronis a Le Lycéen - Aliocha Reinert pel paper de Johnny a Petite Nature                                           |
| Millor guió original - Louis Garrel, Tanguy Viel i Naïla Guiguet per L'Innocent - Éric Gravel per A temps complet - Valeria Bruni Tedeschi, Noémie Lvovsky i Agnès de Sacy per Les Amandiers - Cédric Klapisch, Santiago Amigorena per En corps - Alice Diop, Amrita David i Marie Ndiaye per Saint Omer                                               | Millor guió adaptat - Gilles Marchand i Dominik Moll per La Nuit du 12 segons el llibre documental 18.3 - Une année à la PJ de Pauline Guéna - Michel Hazanavicius pour Coupez ! segons la pel·lícula Kamera o Tomeru na! de Shin'ichirō Ueda - Thierry de Peretti i Jeanne Aptekman per Un escàndol d'estat segons el llibre L'Infiltré d'Hubert Avoine i Emmanuel Fansten |
| Millor vestuari - Gigi Lepage per Simone, le voyage du siècle - Caroline de Vivaise per Les Amandiers - Pierre-Jean Larroque per Couleurs de l'incendie - Emmanuelle Youchnovski per En attandant Bojangles - Corinne Bruand per L'Innocent - Praxèdes de Vilallonga per Pacifiction                                                                   | Millor fotografia - Artur Tort per Pacifiction - Julien Poupard per Les Amandiers - Alexis Kavyrchine per En corps - Patrick Ghiringhelli per La nuit du 12 - Claire Mathon per Saint Omer |
| Millor decorat - Christian Marti per Simone, le voyage du siècle - Emmanuelle Duplay per Les Amandiers - Sébastian Birchler per Couleurs de l'incendie - Michel Barthélémy per La Nuit du 12 - Sébastien Vogler per Pacifiction | Millor muntatge - Mathilde Van de Moortel a A temps complet - Anne-Sophie Bion per En corps - Pierre Deschamps per L'Innocent - Laure Gardette per Novembre - Laurent Rouan per La nuit du 12 |
| Millor so - François Maurel, Olivier Mortier i Luc Thomas per La Nuit du 12 - Cyril Moisson, Nicolas Moreau i Cyril Holtz per En corps - Laurent Benaïm, Alexis Meynet, Olivier Guillaume per L'Innocent - Cédric Deloche, Alexis Place Gwennolé Le Borgne i Marc Doisne per Novembre - Jordi Ribas, Benjamin Laurent i Bruno Tarrière per Pacifiction | Millors efectes visuals - Laurens Ehrmann per Notre-Dame brûle - Guillaume Marien per Les cinq diables - Sébastien Rame per Fumer fait tousser - Mikaël Tanguy per Novembre - Marco Del Bianco per Pacifiction |
| Millor música - Irène Drésel a A temps complet - Alexandre Desplat per Coupez ! - Grégoire Hetzel per L'Innocent - Olivier Marguerit per La nuit du 12 - Marc Verdaguer i Joe Robinson per Pacifiction - Anton Sanko per Els passatgers de la nit | Millor primera pel·lícula - Sant Omer d' Alice Diop - Bruno Reidal, confession d'un meurtrier de Vincent Le Port - Falcon Lake de Charlotte Le Bon - Les Pires de Lise Akoka i Romane Guéret - Le Sixième Enfant de Léopold Legrand |
| Millor pel·lícula d'animació - Moje slunce Mad de Michaela Pavlatova - El viatge d'Ernest i Célestine de Jean-Christophe Roger i Julien Chheng - El petit Nicolàs d'Amandine Fredon i Benjamin Massoubre | Millor documental - Retorn a Reims de Jean-Gabriel Périot - Allons Enfants de Thierry Demaizière i Alban Teurlai - Les années Super 8 d'Annie Ernaux i David Ernaux-Briot - Le chêne de Laurent Charbonnier i Michel Seydoux - Jane de Charlotte de Charlotte Gainsbourg |
| Millor pel·lícula estrangera - As bestas de Rodrigo Sorogoyen () - Close de Lukas Dhont () - Boy from Heaven (Walad Min Al Janna) de Tarik Saleh () - Eo de Jerzy Skolimowski (, ) - Triangle of Sadness de Ruben Östlund () | Millor curtmetratge de ficció - Partir un jour d'Amélie Bonnin - Haut les cœurs d'Adrian Moyse Dullin - Le Roi David de Lila Pinell - Les Vertueuses de Stéphanie Halfon |
| Millor curtmetratge documental - Maria Schneider, 1983 per Elisabeth Subrin - Churchill, Polar Bear Town d'Annabelle Amoros - Ecoutez le battement de nos images d'Audrey Jean-Baptiste i Maxime Jean-Baptiste | Millor curtmetratge d'animació - La vie sexuelle de mamie d'Urska Djukic i Émilie Pigeard - Câline de Margot Reumont - Noir-Soleil de Marie Larrivé |
| César d'honor - David Fincher | César dels estudiants - La Nuit du 12 de Dominik Moll - Les Amandiers de Valeria Bruni Tedeschi - En corps de Cédric Klapisch - The Innocent de Louis Garrel - Pacifiction d'Albert Serra |